# Henry Reeve
Henry Reeve,  född den 9 september 1813, död den 21 oktober 1895, var en engelsk publicist.
Reeve vann i sin ungdom under resor i Tyskland, Frankrike och Italien vidsträckta litterära förbindelser (med bland andra Schelling, Bunsen, Hugo, Lamartine, Thiers, Guizot och Tocqueville) och var 1840–1855 en bland Times främsta politiska medarbetare. Från 1855 till sin död var Reeve utgivare av den ansedda och inflytelserika liberala kvartalstidskriften "Edinburgh Review". Han anlitades ofta vid förtroliga förhandlingar mellan engelska och franska regeringarna samt underhöll livlig vänskapsförbindelse med orleanisternas ledare, särskilt med hertigen av Aumale. Reeve samlade 1872 i Royal and Republican France en del av sina tidskriftsartiklar om samtida fransmän. Han översatte Tocquevilles främsta arbeten till engelska och utgav (1875–1887) sin vän Charles Grevilles "Memoirs". Mer om detta kan läsas i de av John Knox Laughton utgivna "Memoirs and Letters of Henry Reeve" (2 band, 1898).